# HaYerukim
Les Verts (en hébreu : הירוקים, HaYerukim) est un parti politique israélien, de type écologiste, fondé en décembre 1997.

## Présentation
Équivalent des partis verts européens, le Parti vert d'Israël est créé en décembre 1997. Il est représenté au conseil municipal de Tel Aviv mais pas au parlement. Son dirigeant actuel est Pe'er Visner.